# A mansfieldi kastély
A mansfieldi kastély (Mansfield Park) Jane Austen angol írónő 1814-ben megjelent regénye. 1812–1814 közt íródott, 1814 júliusában adta ki Thomas Egerton, aki Austen két korábbi művének, az Értelem és érzelemnek, valamint a Büszkeség és balítéletnek a kiadója is. A második kiadást John Murray adta ki, aki Austen következő regényét, az Emmát is.
Thomas Babington Macaulay ezt a regényt tartotta Jane Austen legtökéletesebb művének.

## Cselekmény
|  | Alább a cselekmény részletei következnek! |

A főszereplő Fanny Price, egy sokgyermekes szegény család leánygyermeke, akit gazdag nagynénje, Lady Bertram, és annak férje, Sir Thomas Bertram vesznek magukhoz. Fanny a Bertram család négy gyermekével, Tommal, Edmunddal, Mariával és Juliával együtt nő fel, de hozzájuk képest mindig másodrendűként kezelik, egyedül Edmund bánik kedvesen vele. A lelkésznek készülő Edmund az egyetlen erkölcsös a testvérek közül: Tom szerencsejátékos, míg Maria és Julia felszínes és elkényeztetett. Fanny egy idő után beleszeret Edmundba.
Mikor a gyermekek felnőnek, Sir Thomas egy évre antiguai ültetvényére utazik. Bertramék falujába megérkezik a gazdag Crawford testvérpár, Henry és Mary, és nővérüknél szállnak meg. Mary és Edmund közt érzelmek kezdenek szövődni, bár nem illenek össze, Edmund cinikusnak és elveihez nem ragaszkodónak tartja Maryt. Mary barátkozni akar Fannyval, aki azonban fél, hogy Mary annyira lenyűgözi Edmundot, hogy a hibáit Edmund nem veszi észre. Henry játszik Maria és Julia érzelmeivel, annak ellenére, hogy Mariát eljegyezte a nagyon gazdag, de unalmas Mr. Rushworth. Maria ridegen kezd bánni vőlegényével, aki emiatt féltékeny lesz.
Tom és egy barátja, Mr. Yates javaslatára a fiatalok azt tervezik, hogy előadják Elizabeth Inchbald Szerelmi eskü című darabját. Edmund és Fanny eredetileg ellenzik ezt, mert úgy érzik, a darab témája nem illendő, és Sir Thomas sem nézné jó szemmel az előadást, végül azonban Edmund beleegyezik, hogy ő alakítsa Anhaltot, aki a Mary Crawford alakította szereplő szeretője, mert nem akarja, hogy valaki más játssza. A darab remek álcát biztosít ahhoz, hogy Mary és Edmund szerelemről és házasságról beszéljenek, illetve hogy Henry és Maria flörtöljenek. Sir Thomas az egyik próba alatt váratlanul hazaérkezik, így a darabot nem viszik színre. Henry elutazik, és az összetört szívű Maria feleségül megy Mr. Rushworthhoz, majd a friss házasok Juliával elutaznak Brightonba. Sir Thomas egyre inkább megkedveli Fannyt.
Henry visszatér Mansfieldbe és szórakozásból el akarja csábítani Fannyt, végül azonban beleszeret. Mikor megkéri a kezét, Fanny, akit taszít Henry viselkedése, és egyébként is még mindig Edmundot szereti, visszautasítja. Bertramék megharagudnak, mert a házasság anyagi és társadalmi szempontból előnyösnek tűnt egy szegény lány számára. Sir Thomas megszidja hálátlanságáért. Henry továbbra is udvarol Fannynak, Sir Thomas pedig látogatóba visszaküldi a lányt családjához, azt remélve, hogy ha látja a szegény körülményeket, amitől megszabadult, jobban fogja értékelni gazdag kérőjét. Nem sokkal később Henry és Maria felelevenítik kapcsolatukat és viszonyt kezdenek. Mikor a botrány kipattan, Maria megszökik Henryvel és elválik Rushworthtől, de Henry nem akarja feleségül venni. Tom megbetegszik, Julia pedig megszökik Mr. Yatesszel. Fanny visszatér Mansfieldbe, hogy vigasztalja nagynénjét és nagybátyját, és segítsen ápolni Tomot.
Edmund még egyszer meglátogatja Maryt, és megtudja, hogy Mary nem ítéli el Maria és Henry házasságtörését, csak azt, hogy lebuktak. Edmund ráébred, hogy idealizálta Maryt, aki valójában nem az, akinek hitte. Visszatér Mansfieldbe, és rájön, mennyire fontos neki Fanny, megkéri a kezét és összeházasodnak. Tom meggyógyul és jobb emberré válik, Mariát külföldre küldi a családja, Julia házassága pedig egész jónak bizonyul. Austen rámutat, hogy ha Henry továbbra is udvarolt volna Fannynak és nem csábítja el Mariát, akkor Fanny végül elfogadta volna őt, főleg miután Edmund elveszi Maryt.
|  | Itt a vége a cselekmény részletezésének! |

## Főszereplők
Fanny PriceKilenc gyermek közöl a másodszülött, a legidősebb lány. Édesanyja szerelemből ment hozzá egy szegény hadnagyhoz, míg két nővére anyagilag előnyösebb házasságot kötött. Férje azonban alkoholista lesz és kirúgják, ezért Fannyt befogadja nagynénje, hogy ezzel is könnyítsen a család sorsán. Fanny félénk, intelligens és erényes, mindezt erősíti, hogy Mansfieldben szegény rokonként bánnak vele. A regény nagy részében 18–19 éves. Gyerekkora óta szerelmes unokabátyjába, Edmundba.
Lady BertramFanny édesanyjának testvére, aki a gazdag Sir Thomas Bertramhoz ment feleségül.
Mrs. NorrisMrs. Price és Lady Bertram testvére; Mansfield közelében lakik. Férje volt Mansfield lelkésze haláláig. Mrs. Norris nem szereti Fannyt és gyakran érezteti, hogy nem ér annyit, mint gazda unokatestvérei. Fukar, kellemetlen asszony.
Sir Thomas BertramFanny nagynénjének férje. Az ő birtoka a mansfieldi kastély és egy antiguai ültetvény is. Eleinte túlságosan szigorú, aztán ráébred, hogy ez okozta idősebbik lánya lázadását. Szeretné, ha az ő gyermekei is inkább olyanok lennének, mint Fanny és bátyja, William.
Tom BertramBertramék idősebbik fia, hét évvel idősebb Fannynál. Élvhajhász életmódot folytat barátjával, Mr. Yatesszel, és hatalmas adósságot halmoz fel, ami miatt apja kénytelen eladni az egyházi pozíciót, amit fiatalabb fia, Edmund kapott volna. Tom betegsége után belátja, hogy hiba volt önpusztító életmódot folytatnia.
Edmund BertramBertramék kisebbik fia, Fannynál hat évvel idősebb. Lelkész szeretne lenni. A családban az egyetlen, aki törődik Fannyval, és nagy hatással van rá. Vonzódni kezd Mary Crawfordhoz, de amikor belátja, hogy nem illenek össze, rájön, hogy valójában Fannyt szereti.
Maria BertramBertramék idősebbik lánya, három évvel idősebb, mint Fanny. Eljegyzi Mr. Rushworth, Maria azonban beleszeret Henry Crawfordba. Mikor Henry nem lép semmit, Maria feleségül megy Rushworthhoz a pénzéért, később azonban megszökik Henryvel. Rushworth elválik tőle, Henry pedig nem veszi feleségül. Végül nagynénjével, Mrs. Norrisszal külföldre költözik.
Julia BertramBertramék kisebbik lánya, két évvel idősebb Fannynál. Neki is tetszik Henry Crawford, akinek azonban Maria jobban tetszik. Mr. Yates udvarolni kezd Juliának, ennek azonban véget vet Sir Thomas hazatérése. Amikor Maria megszökik Henry Crawforddal, Julia is megszökik Yatesszel.
Dr. GrantMansfield Park lelkésze, nagydarab ember, aki szeret enni és inni.
Mrs. GrantGrant lelkész felesége, Henry és Mary Crawford féltestvére.
Henry CrawfordMary bátyja. Vonzó, de megbízhatatlan fiatalember, aki játszik Maria és Julia érzéseivel, majd Fannyt is megpróbálja elcsábítani, végül azonban beleszeret annyira, hogy feleségül kérje. A visszautasítás után megszökik Mariával, akinek emiatt felbomlik a házassága.
Mary CrawfordHenry húga. Vonzó nő, de elvei nem olyan sziklaszilárdak, mint Edmund elvárná, ezért kapcsolatuk nem működőképes. Kedves Fannyhoz, de nem igazi barát, mert nem beszéli le Henryt arról, hogy szórakozzon Fannyval.
Mr. RushworthGazdag, de unalmas férfi, aki összeházasodik Mariával, de elválik tőle, amikor Maria elhagyja.
John YatesTom Bertram barátja, vele együtt folytatja züllött életmódját, később megszökik Julia Bertrammal.
William PriceFanny bátyja, akivel nagyon közel állnak egymáshoz. A haditengerészetnél szolgál, és Henry azzal is próbál közelebb kerülni Fannyhoz, hogy Williamet segíti pályáján. Ő az egyetlen a Price családból, aki tartja a kapcsolatot Fannyval.
Mr. PriceFanny apja, tiszt volt a haditengerészetnél, de elbocsátották. Portsmouthban él, sokat iszik és durván viselkedik.
Mrs. PriceFanny anyja, Mrs. Norris és Lady Bertram testvére. Lady Bertramra hasonlít gyengeségében és lustaságában; nagy családja és kevés pénze miatt elhanyagolt és gondatlan lett. Ahogy férje, ő sem foglalkozik sokat Fannyval.
Susan PriceFanny húga, akihez akkor kerül igazán közel, amikor sok év után hazalátogat. Fanny magával viszi Mansfieldbe, és ő lesz nagynénje segítője Fanny házassága után. Jellemesebb, mint sok testvére.
Lady StornowayTársasági hölgy, aki bátorítja Henry és Maria kapcsolatát; az ő összejövetelein találkoznak és végül az ő házából szöknek meg.
Mrs. RushworthMr. Rushworth anyja, Maria anyósa. Nem kedveli a menyét. Őnála van látogatóban a fia, amikor Maria megszökik.

## Irodalmi jelentősége és kritikája
A mansfieldi kastély Austen főbb művei közül a legvitatottabb. A korabeli kritikusok dicsérték a regény erkölcsösségét, de a modern olvasók közül sokakat idegesít Fanny szelídsége és az, hogy a regény azt sugallja, Fanny jobb ember, mert gyermekkorát szegénységben töltötte. Még Jane Austen anyja is ostobának találta Fannyt, és több más olvasó szerint is szenteskedő és nehezen kedvelhető. Más kritikusok szerint Fanny összetett személyiség, éles megfigyelőképességű, de ábrándozó, és a történet második felében bátorságnak is tanújelét adja, valamint önbecsülése is növekszik. Austen életrajzírója, Claire Tomalin, aki egyébként kritikusan szemléli Fannyt, úgy tartja, hogy „Fanny hősiességét az adja, hogy elutasítja az engedelmességet saját lelkiismerete szavának erősebb parancsa kedvéért”. Tomalin is kitér azonban arra, amit sok olvasó érez Fanny iránt, mikor azt írja, hogy „Fanny Price hite, ami bátorságot kölcsönöz neki, hogy ellenálljon annak, amit helytelennek tart, egyben intoleránssá is teszi a vétkesekkel szemben, akiket kész kivetni az életéből.”
A történetben jelen van a társadalmi szatíra, főként a két nagynéni jellemzésekor. Ez Austen társadalmilag legrealistább regénye; a Price család jóval szegényebb körülmények közt él, mint Austen legtöbb regényszereplője.
A regény gyakran használ szimbólumokat, kritikusai közül erre elsőként Virginia Woolf mutatott rá. A regényben szereplő színdarab előadása például előrevetíti a szereplők jövőbeli viselkedését. Még a kártyajátszma is tekinthető szimbólumnak, melyben Mary játszik és Edmund a tét.
Edward Said szerint a regény kifejezi azt, hogy a nyugati kultúra milyen könnyedén elfogadja a rabszolgaság és imperializmus biztosította jómódot, mert a mansfieldi életstílust az antiguai rabszolgák munkája tette lehetővé. Megjegyzi azonban, hogy maga Austen a jelek szerint elítélte a rabszolgaságot. Egy jelenetben az egyébként félénk Fanny kérdezi nagybátyját a rabszolgatartásról, és nem kap választ, ami azt sugallja, tisztább képe van az emberkereskedelem erkölcstelenségéről. Jane Austen regényeire azonban egyébként is jellemző, hogy a korabeli világ történéseiről nem vesz tudomást; a napóleoni háborúk idején íródott regény nem foglalkozik a háborúval, és egy regénye sem vesz tudomást az éppen zajló ipari forradalomról vagy a rabszolgakereskedelem eltörléséről, melyre 1808-ban, a regény írása előtt került sor.

## Magyarul
- A mansfieldi kastély. Regény; ford. Réz Ádám; Európa, Bp., 1968 (A világirodalom remekei)
- A mansfieldi kastély; ford. Simonyi Ágnes; Ulpius-ház, Bp., 2008

## Feldolgozások
- A mansfieldi kastély, a BBC 1983-ban készült tévésorozata. Rendezője David Giles, a főszerepben Sylvestra Le Touzel (Fanny Price) és Nicholas Farrell (Edmund Bertram).
- Mansfield Park, film. 1999-ben mutatták be. Rendezője Patricia Rozema, a főszerepben Frances O’Connor (Fanny Price) és Jonny Lee Miller (Edmund Bertram; ő az 1983-as változatban is szerepelt, Fanny egyik öccseként). A film a történet több elemét megváltoztatja, Fannyt mutatja Austen több, valóban létező levelének szerzőjeként és kiemeli, hogy Austen ellenezte a rabszolgaságot.
- A mansfieldi kastély, a Company Pictures tévéfilmje, 2007-ben készült Billie Piper főszereplésével.[6]
- A mansfieldi kastély, opera, zeneszerzője Jonathan Dove, a librettó szerzője Alasdair Middleton. 2011-ben adták elő először.[7]